# Лицкевич, Иван Дмитриевич
Ива́н Дми́триевич Лицке́вич (2 января 1946, деревня Залесье Барановичского района Брестской области — 19 августа 1995, Омск) — советский и российский предприниматель и общественный деятель, президент объединения АООТ «Омский нефтеперерабатывающий завод» с 1987 по 1995 годы.

## Биография
Родился 2 января 1946 года в деревне Залесье Барановичского района Брестской области Белорусской ССР. В 1962 году на родине окончил среднюю школу.
С 1963 года проживал в городе Омске, работал на нефтезаводе, где начинал слесарем цеха № 10. С 1971 по 1972 годы проходил срочную службу в Советской армии, после чего вернулся в Омск и продолжил трудовую деятельность на заводе.
С 1987 года — генеральный директор предприятия. В связи с акционированием предприятия в 1993 году Лицкевич избран президентом АООТ «Омский нефтеперерабатывающий завод». Был против слияния предприятия с  ПО «Ноябрьскнефтегаз», которые впоследстии образовали новое предприятие «Сибнефть».
19 августа 1995 года погиб при необычных обстоятельствах — утонул в реке Иртыш, где решил искупаться по пути домой. Смерть Ивана Лицкевича случилась за неделю до слияния «ОНПЗ» с  ПО «Ноябрьскнефтегаз» (после слияния — Сибнефть), против которого выступал Лицкевич. Считается, что к убийству причастен Березовский и Абрамович, которые стали владельцами Омского НПЗ.
Похоронен на Старо-Восточном кладбище Омска.

## Награды
Награждён орденом Дружбы народов, орденом Русской православной церкви.

## Память
- Именем И. Д. Лицкевича названа площадь в городе Омске[1]. На доме, где жил И. Д. Лицкевич, по проспекту Мира, установлена мемориальная доска.
- Проводятся ежегодные вручения премий имени И. Д. Лицкевича, учреждённые управляющей компанией Омского нефтеперерабатывающего завода, «за успехи в освоении наук, исследовательскую работу, активность в общественной жизни»[3].